# Pavel Gratchiov
Pour les articles homonymes, voir Gratchiov.
Pavel Sergueïevitch Gratchiov ou Gratchev (en russe : Павел Сергеевич Грачёв) est un militaire et homme politique soviétique et russe, né le 1er janvier 1948 et mort le 23 septembre 2012. Il fut général de l'Armée soviétique et de l'armée russe et ministre de la Défense de la fédération de Russie de mai 1992 à juin 1996.

## Biographie

### Sous l'Union soviétique
Il a participé à la Guerre d'Afghanistan (1979-1989). Il mène les blindés contre le parlement russe en octobre 1993 à la demande de Boris Eltsine.

### Sous la fédération de Russie
Il a commandé la première guerre de Tchétchénie (1994-1996). Il est de mai 1992 à juin 1996 ministre de la Défense. Il est jusqu'en 2007 conseiller de Rosoboronexport.
Il meurt le 23 septembre 2012 à l’âge de 64 ans, à l’hôpital militaire de Vichnievski, dans la banlieue de Moscou.

## Accusations de corruption
Son achat de deux Mercedes-Benz d'importation, dans des circonstances dénoncées par les journaux, lui a valu le surnom de Pacha Mercedes.